# التكامل الاقتصادي الأوراسي
التكامل الاقتصادي الأوراسي هو عملية التكامل الاقتصادي لدول ما بعد الاتحاد السوفيتي والتي تقع جغرافيًا وسط قارة أوراسيا. بدأ التكامل الأوراسي يتشكل منذ عام 1991، وذلك في الأصل من خلال إنشاء رابطة الدول المستقلة في عام 1991، وفقًا لتقرير منظمة التجارة العالمية. حاليًا، يُنفذ التكامل في المقام الأول من خلال المنظمات المفتوحة للانضمام إلى أي دولة ما بعد الاتحاد السوفيتي، مثل كومنولث الدول المستقلة والاتحاد الاقتصادي الأوراسي. الاتحاد الاقتصادي هو أعمق مرحلة من التكامل الاقتصادي.
كانت الجمهوريات السوفيتية السابقة التي أصبحت دولًا مستقلة جزءًا من اقتصاد الاتحاد السوفيتي بمعاييره الفنية المشتركة، والبنية التحتية المشتركة والقرب الإقليمي خطوط التعاون والتراث القانوني المشترك. من خلال توقيع الاتفاقيات الدولية المتعلقة بالتجارة والتعاون الاقتصادي والتكامل، تستطيع الدول تحقيق زيادة في كفاءة اقتصاداتها التي عانت منها بسبب تفكك الاتحاد السوفييتي. في الوقت نفسه، انتقلت جميع بلدان ما بعد الاتحاد السوفييتي إلى نظام اقتصاد السوق، ونفذت الإصلاحات ووسعت التجارة والتعاون مع الاقتصاد العالمي. على مدى العقود الثلاثة الماضية، جرت عدة مفاوضات ولم تكن جميع مشاريع التكامل المقترحة ناجحة.

## نظرة تاريخية
في عام 1989، اقتُرحت فكرة اتحاد أوروبي آسيوي من قبل الرئيس المشارك لمجموعة النواب الأقاليمية أندريه ساخاروف وبمشاركة أعضاء المجموعة غالينا ستاروفويتوفا وأناتولي سوبتشاك وآخرين. قدم ساخاروف لغورباتشوف مسودة دستور اتحاد الجمهوريات السوفيتية في أوروبا وآسيا في 27 نوفمبر 1989.
كانت معاهدة الاتحاد الجديد عبارة عن مشروع معاهدة كان من شأنها أن تحل محل معاهدة إنشاء الاتحاد السوفييتي لعام 1922 لإنقاذ وإصلاح الاتحاد السوفييتي كاتحاد متجدد. كان من المقرر عقد حفل التوقيع على المعاهدة في 20 أغسطس 1991، ولكن انقلاب أغسطس في اليوم السابق حال دون ذلك. بحلول سبتمبر 1991، تحول دعم استمرار النظام السوفييتي إلى إصلاح الاتحاد السوفييتي وتحويله إلى كونفدرالية (وليس اتحادًا) من دول ذات سيادة. لكن هذا المشروع لم ينجح أيضًا.
في 18 أكتوبر 1991، وقع ميخائيل جورباتشوف وزعماء ثماني جمهوريات الاتحاد (باستثناء أوكرانيا ومولدوفا وجورجيا وأذربيجان) على معاهدة المجموعة الاقتصادية. وفقًا للنص، حتى قبل تفكك الاتحاد السوفييتي وبغض النظر عن مصير الاتحاد السوفييتي، يتم إنشاء مجتمع اقتصادي من قبل دول مستقلة لتشكيل سوق واحد وإدارة سياسة اقتصادية منسقة كشرط أساسي للتغلب على الأزمة والحفاظ على عملة موحدة وحرية حركة السلع والخدمات. تم التوقيع على المعاهدة من قبل رؤساء أرمينيا وبيلاروسيا وكازاخستان وقيرغيزستان وروسيا وطاجيكستان وتركمانستان وأوزبكستان ورئيس اتحاد الجمهوريات الاشتراكية السوفياتية ميخائيل غورباتشوف، ولكن لم يتم التصديق عليها وتنفيذها.
تأسست رابطة الدول المستقلة (سي آي إس) بموجب اتفاقية إنشاء رابطة الدول المستقلة (Соглаšение о создании Содруздании Независимых Государств) التي وقعتها روسيا وبيلاروسيا وأوكرانيا في 8 ديسمبر 1991. وفقًا للمادة 7، تشير الأطراف المتعاقدة إلى أنه من خلال مؤسسات التنسيق المشتركة، ستتمثل أنشطتها المشتركة في تنسيق أنشطة السياسة الخارجية، والتعاون في تشكيل وتطوير مجال اقتصادي مشترك، وأسواق أوروبية وأوراآسيوية مشتركة، في مجال الجمارك، وفي مجال السياسة الجمركية وتطوير أنظمة النقل والاتصالات والتعاون في مجال حماية البيئة وسياسة الهجرة ومكافحة الجريمة المنظمة. اجتمع رؤساء جمهوريات آسيا الوسطى الخمس في عشق أباد يومي 12 و13 ديسمبر. وأبلغ مُلهم بيان عشق أباد، نور سلطان نزارباييف، زملاءه عن اللقاء مع يلتسين، والذي قال خلاله الرئيس الروسي أن إنشاء الكومنولث لم يكن حقيقة منجزة، بل مجرد اقتراح أرسِل إلى الجمهوريات للنظر فيه. تمت مناقشة آفاق أخرى للكومنولث بين الجمهوريات في 21 ديسمبر في ألما آتا، حيث دعا نور سلطان نزارباييف زعماء جميع الجمهوريات الـ12. أكدت 5 جمهوريات أن تكامل الجمهوريات السوفيتية السابقة قد وصل إلى طريق مسدود، وذكرت أن الدول الخمس مستعدة لأن تصبح مؤسسين متساويين للكومنولث، ودعوا إلى إيلاء اهتمام خاص للتعاون الاقتصادي، وكذلك المعاهدة المبرمة سابقًا بشأن الجماعة الاقتصادية (في 18 تشرين الأول/أكتوبر 1991)، وهو أمر ضروري للتأكيد والانتهاء. أشار نزارباييف في وقت لاحق إلى أن رؤساء الدول كانوا راضين عن «عودة أوكرانيا إلى عملية التكامل». في ألما آتا، في 21 ديسمبر، أصبحت 11 جمهورية من المؤسسين للكومنولث. في عام 2019، أشار الأمين التنفيذي لرابطة الدول المستقلة سيرجي ليبيديف إلى أنه في 13 ديسمبر 1991، انعقد الاجتماع التاريخي لقادة تركمانستان وكازاخستان وقيرغيزستان وطاجيكستان وأوزبكستان في عشق أباد، والذي أعد الشروط للتوقيع على إعلان ألما آتا. والتي أصبحت الأساس لتشكيل رابطة الدول المستقلة في شكلها الحالي.
انحل الاتحاد السوفييتي رسميًا ذاتيًا في 26 ديسمبر 1991، ويعتبر هذا التاريخ تاريخ الاعتراف النهائي باستقلال الاتحاد السوفييتي. وافقت دول الكومنولث على إلغاء حدود الأسعار بطريقة منسقة والتحول إلى أسعار السوق في 2 يناير 1992.

## رابطة الدول المستقلة
في 24 سبتمبر 1993، وفي اجتماع مجلس رؤساء دول رابطة الدول المستقلة في موسكو، وقعت أذربيجان وأرمينيا وبيلاروسيا وكازاخستان وقيرغيزستان ومولدوفا وروسيا وطاجيكستان وأوزبكستان على معاهدة إنشاء اتحاد الدول المستقلة الذي يعزز من خلال اتفاق دولي نية إنشاء اتحاد اقتصادي من خلال الإنشاء التدريجي لمنطقة تجارة حرة واتحاد جمركي وشروط لحركة السلع والخدمات ورؤوس الأموال والعمالة. قد صدقت جميع هذه الدول على المعاهدة ودخلت حيز التنفيذ في 14 يناير 1994. انضمت تركمانستان وجورجيا في عام 1994 وصدقتا على المعاهدة، لكن جورجيا انسحبت في عام 2009. اعتُمد عدد من الوثائق والاتفاقيات الأخرى لتطوير الاتحاد الاقتصادي. مثلًا، في 21 أكتوبر 1994، تم التوقيع على اتفاق بشأن إنشاء اتحاد الدفع للدول واعتُمدت الاتجاهات الرئيسية وخطة منظورية لتطوير التكامل.
في 15 أبريل 1994، في اجتماع لمجلس رؤساء دول رابطة الدول المستقلة في موسكو، وقعت جميع دول ما بعد الاتحاد السوفيتي الـ 12 على الاتفاقية الدولية لإنشاء منطقة تجارة حرة من أجل المضي قدمًا نحو إنشاء اتحاد الاقتصادي. كما أكدت المادة 17 نية إبرام اتفاقية التجارة الحرة في الخدمات. أشارت المادة الأولى إلى أن هذه كانت «المرحلة الأولى لإنشاء الاتحاد الاقتصادي»، لكن في عام 1999 اتفقت الدول على إزالة هذه العبارة من الاتفاقية. في نفس اليوم، 15 أبريل 1994، تم التوقيع على «اتفاق انضمام أوكرانيا إلى الاتحاد الاقتصادي كعضو منتسب» من قِبل أذربيجان وأرمينيا وبيلاروسيا وكازاخستان وقيرغيزستان ومولدوفا وروسيا وطاجيكستان وتركمانستان وأوزبكستان وأوكرانيا وجورجيا ولكن لم تدخل حيز التنفيذ أبدًا بسبب عدم تصديق روسيا وأوكرانيا وتركمانستان وجورجيا، على الرغم من أن جميع الدول الأخرى صادقت عليها.